# 李性 (成化解元)
李性，山東陵縣人。明朝政治人物。

## 生平
李性之父李孚，曾任代州同知。李性少年好讀書，隨父居於代州，從太谷吳主事門下。成化十三年（1477年），李性中式丁酉科山東鄉試第一名舉人。此後七上春宮不第。弘治初年，經謁銓授河南永城縣知縣，遷光州知州。以母老告終養歸。服闋，除浙江嘉興府同知，數月以疾卒於官。同官集資助其歸葬。

## 著作
有《家傳易注》若干卷。

## 紀念
陵縣城曾有“解元坊”，為李性所立。

## 家族
祖士賢，贈燕山衛經歷。父孚，代州同知。